# Lover (pjesma Taylor Swift)
"Lover" je pjesma američke kantautorice Taylor Swift s njezinog sedmog istoimenog studijskog albuma (2019.). Pjesma je objavljena je 16. kolovoza 2019. kao treći singl s albuma, a spot za pjesmu je objavljen 22. kolovoza 2019.

## Promocija
Swift je na nagradama Teen Choice Awards 11. kolovoza 2019. objavila kako će pjesma biti objavljena sljedećeg petka, 16. kolovoza. 15. kolovoza 2019. "Lover" je primio priznanje od kritičara koji su pohvalili njegovu nostalgičnu kvalitetu i Swiftinu sposobnost pisanja pjesama. 
Taylor je na svojim društvenim medijima objavila da će glazbeni video za pjesmu premijerno predstaviti tijekom live Q&A sesije na YouTubeu dan prije izlaska albuma, 22. kolovoza 2019. Video sadrži svijetle boje i postavu za lutke, a prikazuje se kako se par bori i sastavlja.

## O pjesmi
Pjesmu su producirali Swift i Jack Antonoff, a napisala ju je Swift. Pjesma traje tri minute i četrdeset i jednu sekundu. Swift je napisala pjesmu noć prije susreta s Antonoffom u Electric Lady Studios u New Yorku. Svirala je verziju pjesme koju je za njih sastavila na klaviru; Swift i Antonoff producirali su konačnu verziju pjesme tijekom šest sati trajanja, koristeći reverb, klavir i mellotron.

## Glazbeni video
Swift i Drew Kirsch režirali su glazbeni video za "Lover". 15. kolovoza 2019. godine Swift je na svojim društvenim medijima objavila da će glazbeni video biti premijerno prikazan tijekom live Q&A sesije na YouTubeu dan prije izlaska albuma, 22. kolovoza 2019. Koncept spota bio je nadahnut tekstom "Vas dvoje plešete u snježnom globusu u krug, u krug", koji se pojavljuje na Swiftinoj pjesmi "You Are In Love" sa Swiftinog 1989 albuma. Video je snimljen na setu u Hollywoodu.

## Ljestvice
| Ljestvice                  | Najviša pozicija |
| -------------------------- | ---------------- |
| Australija                 | 15               |
| Belgija                    | 15               |
| Češka                      | 33               |
| Estonija                   | 27               |
| Hrvatska                   | 32               |
| Irska                      | 14               |
| Japan                      | 76               |
| Kanada                     | 15               |
| Mađarska                   | 30               |
| Njemačka                   | 84               |
| Novi Zeland                | 15               |
| Sjedinjene Američke Države | 1                |
| Slovačka                   | 26               |
| Ujedinjeno Kraljevstvo     | 23               |